# 조직구
조직구(組織球, 영어: histiocyte)는 단핵식세포계(세망내피계)의 일부인 척추동물의 세포이다. 단핵식세포계는 면역계의 일부이다. 조직구는 조직 대식세포나 수지상세포이다. 조직구의 역할 중 하나는 수명을 다한 호중구를 제거하는 것이다.

## 발달
조직구는 줄기세포가 복제하여 골수에서 유래한다. 골수에서 이동한 세포는 단핵구가 되어 혈액으로 이동한다. 단핵구는 몸 전체를 순환하며 다양한 기관으로 들어간다. 들어간 기관에서 단핵구는 단핵식세포계의 일부인 조직구로 분화한다.
그러나 'histiocyte'라는 용어는 과거에 여러 가지 목적으로 사용되었다. 이 중 일부의 세포는 단핵식세포계통에서 유래하지 않는 것으로 나타난다.  'Histiocyte'라는 용어는 단순히 순환계 바깥의 단핵구에서 유래한 세포를 가리키기도 한다.
일부 문헌에서는 랑게르한스 세포에서 유래한 세포도 조직구라고 부르기도 한다. 랑게르한스 세포 조직구증라는 이름은 이런 해석을 반영하고 있다.

## 구조
조직구는 공통적인 조직학적이고 면역학적(면역염색에 의해 볼 수 있음)인 특징을 가지고 있다. 조직구의 세포질은 호산성이며 다양한 양의 리소좀을 포함하고 있다. 세포막에는 옵소닌이 결합하는 수용체를 가지고 있다. 조직구의 수용체에 결합하는 옵소닌에는 면역글로불린 G(IgG)이나 보체 조각인 C3b가 있다. 조직구가 발현하는 분자에는 PTPRC(백혈구공통항원, LCA, 또는 CD45), CD14, CD33, (보조 T세포도 발현하는 것으로 잘 알려진) CD4가 있다.

### 대식세포와 수지상세포
이런 조직구는 식작용과 항원제시라는 두 가지 기능을 통해 면역계의 일원으로서 작용한다. 식작용은 대식세포의 주요 기능이며 T세포에 항원을 제시하는 것은 수지상세포의 주된 속성이다.
대식세포와 수지상세포는 둘 다 공통된 골수의 전구세포로부터 유래한다. 전구세포는 같지만 두 세포는 다양한 환경(조직의 위치)이나 성장 인자의 영향을 받아 서로 다른 분화 과정을 거친다. 영향을 끼치는 성장 인자에는 GM-CSF, 종양괴사인자(TNF), IL-4가 있다. 형태학, 표현형, 크기를 통해 다양한 부류의 조직구를 구별할 수 있다.
- 대식세포는 그 크기와 형태에 변이가 매우 크다. 대식세포의 세포질에는 여러 가지 산성인산가수분해효소을 안에 가진 리소좀을 포함하고 있다. 리소좀은 대식세포의 식작용 기능에 도움을 준다. 대식세포에는 CD68이 발현되어 있다.
- 수지상세포는 들쑥날쑥한 모양(콩 모양)의 세포핵과 여러 개의 얇은 돌기(dendrites)를 가지고 있다. 수지상세포의 주된 역할은 항원제시이다. 발현하는 분자로는 제13인자a, CD1c, 제2형 인간백혈구항원(HLA)이 있다.

### 랑게르한스 세포
조직구의 일부 아집단은 랑게르한스 세포로 분화한다. 이 성숙 과정은 편평상피, 림프절, 비장, 세기관지상피 등에서 일어난다. 랑게르한스 세포는 항원제시세포지만 더 많은 분화를 거친 세포이다. 피부의 랑게르한스 세포는 가슴샘 겉질의 세포인 겉질 가슴샘세포처럼 CD1a를 발현한다. 또한 S-100을 발현하며, 세포질에는 버벡과립이라고 하는 테니스 라켓 모양의 과립을 포함하고 있다.

## 임상적 중요성
조직구증은 조직구가 과도하게 증식하는 질환이다.
가장 흔한 조직구 관련 질환은 랑게르한스 세포 조직구증과 혈구탐식성 림프조직구증이다.